# 入道坊主
入道坊主（にゅうどうぼうず）は、愛知県南設楽郡作手村（現・新城市）を始め、福島県、宮城県栗原郡栗駒町（現・栗原市）、長野県諏訪郡平野村（現・岡谷市）などに伝わる妖怪である。

## 伝承
見上げるほどに大きくなってゆく妖怪であり、同様の特徴を持つ見越入道に類するものとされる。愛知県のものは小坊主の姿で現れるが、それに遭った人が近づいて行くと、次第に背が伸びて7,8尺から1丈（約2メートルから3メートル）もの大男になる。入道の足下に鉄砲を撃つか、「見越し入道よ俺が見越したぞ」と声をかけると助かるが、入道の方から「見ていたぞ」と声をかけられると死んでしまうという。しかし、柳田國男の『妖怪談義』では人間の方から「見ていたぞ」と声をかければよいと誤記されている。
福島県では正体はイタチといわれており、入道坊主を見上げている人の喉笛に噛みついて命を奪うともいう。イタチは化かしている相手の肩にとまっているので、慌てずにその脚をつかんで地面に叩きつければ、入道坊主を退治できるともいう。長野県ではタヌキやムジナが正体とされ、宮城県でもムジナといわれる。